# Discografia de Tammy Wynette
A discografia da artista country americana Tammy Wynette contém 33 álbuns de estúdio, 21 compilações, 1 box set e apareceu em 6 álbuns adicionais. Em 1966, Wynette assinou um contrato de gravação com a Epic Records. No ano seguinte, seu primeiro álbum de estúdio intitulado Your Good Girl's Gonna Go Bad foi lançado, alcançando a 7ª posição na parada da Billboard de Albuns Country. No mesmo ano, ela trabalhou com David Houston no álbum de estúdio My Elusive Dreams, que alcançou a posição 11 na mesma parada.  No ano seguinte, seu quarto álbum de estúdio D-I-V-O-R-C-E alcançou o número 1 na lista de Albuns Country, passando duas semanas no primeiro lugar. O quinto álbum de estúdio de Wynette, Stand by Your Man (1969), alcançou o número 2 na parada de álbuns country e alcançou o número 43 na lista de álbuns da Billboard 200. A primeira compilação de Wynette lançada, intitulada Tammy's Greatest Hits (1969), passaria 61 semanas na Billboard 200 antes de chegar ao número 37.
Na década de 1970, Wynette lançou vários álbuns de estúdio por ano. Os ábuns que alcançaram o top 10 na parada de Top Country Albums durante este tempo incluem Tammy's Touch (1970), The Ways to Love a Man (1970) e My Man (1972).  Depois de vários outros lançamentos de estúdio, seus álbuns de 1976, 'Til I Can Make It On My Own e You and Me, alcançaram o top cinco da parada de álbuns country. Wynette lançou mais quatro álbuns de estúdio antes do final da década, incluindo One of a Kind (1977) e Just Tammy (1979).
Na década de 1980, o sucesso comercial de Wynette começou a declinar. Seus lançamentos de estúdio de maior sucesso alcançaram o pico dentro das primeiras quarenta posições na parada de álbuns country: Only Lonely Things (1980), Soft Touch (1982) e Sometimes When We Touch (1985). Seu álbum de estúdio de 1987, Higher Ground, foi aclamado pela crítica e contou com colaborações com vários artistas musicais.  Em 1993, Wynette colaborou com Loretta Lynn e Tammy Wynette no álbum de estúdio Honky Tonk Angels. O álbum foi certificado com ouro em vendas pela Recording Industry Association of America por mais de 500.000 unidades. Seu último álbum de estúdio foi Without Walls, de 1994, que contou com colaborações com Sting e Elton John.

## Albuns de estudio

### Década de 1960
| Título                                                                               | Detalhes do álbum                                                   | Melhor posição nas paradas | Melhor posição nas paradas | Melhor posição nas paradas | Certificações |
| Título                                                                               | Detalhes do álbum                                                   | EUA                        | EUA Country                | UK                         | Certificações |
| ------------------------------------------------------------------------------------ | ------------------------------------------------------------------- | -------------------------- | -------------------------- | -------------------------- | ------------- |
| Your Good Girl's Gonna Go Bad                                                        | - Lançamento: 1 de maio de 1967 - Gravadora: Epic - Formato: LP     | —                          | 7                          | —                          |               |
| My Elusive Dreams (com David Houston)                                                | - Lançamento: 7 de agosto de 1967 - Gravadora: Epic - Formato: LP   | —                          | 11                         | —                          |               |
| Take Me to Your World / I Don't Wanna Play House                                     | - Lançamento: 15 de janeiro de 1968 - Editora: Epic - Formato: LP   | —                          | 3                          | —                          |               |
| D-I-V-O-R-C-E                                                                        | - Lançamento: 1 de julho de 1968 - Gravadora: Epic - Formato: LP    | 147                        | 1                          | —                          |               |
| Stand by Your Man (Álbum de Tammy Wynette)                                           | - Lançamento: 13 de janeiro de 1969 - Gravadora: Epic - Formato: LP | 43                         | 2                          | 13                         | - BPI: Prata  |
| Inspiration                                                                          | - Lançamento: 31 de março de 1969 - Gravadora: Epic - Formato: LP   | 189                        | 19                         | —                          |               |
| "—" Denota álbuns que não foram lançados no país, ou não entraram na parada musical. |                                                                     |                            |                            |                            |               |

### Década de 1970
| Título                                                                               | Detalhes do álbum                                                              | Melhor posição nas paradas | Melhor posição nas paradas | Melhor posição nas paradas | Melhor posição nas paradas | Melhor posição nas paradas |
| ------------------------------------------------------------------------------------ | ------------------------------------------------------------------------------ | -------------------------- | -------------------------- | -------------------------- | -------------------------- | -------------------------- |
| Título                                                                               | Detalhes do álbum                                                              | EUA                        | EUA Country                | CAN                        | CAN Country                |                            |
| The Ways to Love a Man                                                               | - Lançamento: 26 de janeiro 1970 - Gravadora: Epic - Formato: LP               | 83                         | 3                          | —                          | —                          |                            |
| Tammy's Touch                                                                        | - Lançamento: 27 de abril de 1970 - Gravadora: Epic - Formato: LP              | 85                         | 1                          | —                          | —                          |                            |
| The First Lady                                                                       | - Lançamento: 5 de outubro de 1970 - Gravadora: Epic - Formato: LP             | 119                        | 2                          | —                          | —                          |                            |
| Christmas with Tammy                                                                 | - Lançamento: 9 de novembro de 1970 - Gravadora: Epic - Formato: LP            | —                          | —                          | —                          | —                          |                            |
| We Sure Can Love Each Other                                                          | - Lançamento: 3 de maio de 1971 - Gravadora: Epic - Formato: LP                | 115                        | 8                          | 11                         | —                          |                            |
| Bedtime Story                                                                        | - Lançamento: 27 de março de 1972 - Gravadora: Epic - Formato: LP              | 133                        | 7                          | —                          | —                          |                            |
| My Man                                                                               | - Lançamento: 25 de setembro de 1972 - Gravadora: Epic - Formato: LP           | 201                        | 2                          | —                          | —                          |                            |
| Another Lonely Song                                                                  | - Lançamento: 18 de março de 1974 - Gravadora: Epic - Formato: LP              | —                          | 8                          | —                          | —                          |                            |
| Woman to Woman                                                                       | - Lançamento: 25 de novembro de 1974 - Gravadora: Epic - Formato: LP           | —                          | 21                         | —                          | —                          |                            |
| I Still Believe in Fairy Tales                                                       | - Released: 8 de setembro de 1975 - Gravadora: Epic - Formato: LP              | —                          | 24                         | —                          | —                          |                            |
| 'Til I Can Make It on My Own                                                         | - Released: 8 de março de 1976 - Gravadora: Epic - Formato: LP                 | —                          | 3                          | —                          | —                          |                            |
| You and Me                                                                           | - Lançamento: 5 de outubro de 1976 - Gravadora: Epic - Formato: LP             | —                          | 4                          | —                          | —                          |                            |
| Let's Get Together                                                                   | - Lançamento: 30 de maio de 1977 - Gravadora: Epic - Formato: LP, cassette     | —                          | 19                         | —                          | —                          |                            |
| One of a Kind                                                                        | - Lançamento: 14 de novembro de 1977 - Gravadora: Epic - Formats: LP, cassette | —                          | 32                         | —                          | —                          |                            |
| Womanhood                                                                            | - Lançamento: 24 de julho de 1978 - Gravadora: Epic - Formato: LP, cassette    | —                          | 14                         | —                          | 8                          |                            |
| Just Tammy                                                                           | - Lançamento: 11 de junho de 1979 - Gravadora: Epic - Formato: LP, cassette    | —                          | 25                         | —                          | —                          |                            |
| "—" Denota álbuns que não foram lançados no país, ou não entraram na parada musical. |                                                                                |                            |                            |                            |                            |                            |

### Décadas de 1980 e 1990
| Título                                                                               | Detalhes do álbum                                                                 | Melhor posição nas paradas | Melhor posição nas paradas | Melhor posição nas paradas | Melhor posição nas paradas | Certificações           |
| Título                                                                               | Detalhes do álbum                                                                 | EUA                        | EUA Country                | CAN                        | CAN Country                | Certificações           |
| ------------------------------------------------------------------------------------ | --------------------------------------------------------------------------------- | -------------------------- | -------------------------- | -------------------------- | -------------------------- | ----------------------- |
| Only Lonely Sometimes                                                                | - Lançamento: 9 de junho de 1980 - Gravadora: Epic - Formato: LP, cassette        | —                          | 37                         | —                          | —                          |                         |
| You Brought Me Back                                                                  | - Lançamento: 22 de junho de 1981 - Gravadora: Epic - Formato: LP, cassette       | —                          | —                          | —                          | —                          |                         |
| Soft Touch                                                                           | - Lançamento: 3 de maio de 1982 - Gravadora: Epic - Formato: LP, cassette         | —                          | 31                         | —                          | —                          |                         |
| Good Love & Heartbreak                                                               | - Lançamento: 1 de novembro 1982 - Gravadora: Epic - Formato: LP, cassette        | —                          | 62                         | —                          | —                          |                         |
| Even the Strong Get Lonely                                                           | - Lançamento: 20 de junho de 1983 - Gravadora: Epic - Formato: LP, cassette       | —                          | 66                         | —                          | —                          |                         |
| Sometimes When We Touch                                                              | - Lançamento: 1 de abril de 1985 - Gravadora: Epic - Formato: LP, cassette        | —                          | 32                         | —                          | —                          |                         |
| Higher Ground                                                                        | - Lançamento: 6 de julho de 1987 - Gravadora: Epic - Formato: LP, cassette, CD    | —                          | 43                         | —                          | —                          |                         |
| Next to You                                                                          | - Lançamento: 7 de março de 1989 - Gravadora: Epic - Formato: LP, cassette, CD    | —                          | 42                         | —                          | —                          |                         |
| Heart Over Mind                                                                      | - Lançamento: 3 de setembro de 1990 - Gravadora: Epic - Formato: Cassette, CD     | —                          | 64                         | —                          | —                          |                         |
| Honky Tonk Angels (com Loretta Lynn e Dolly Parton)                                  | - lançamento: 2 de novembro de 1993 - Gravadora: Columbia - Formato: Cassette, CD | 42                         | 6                          | 44                         | 6                          | - MC: Ouro - RIAA: Ouro |
| Without Walls                                                                        | - Lançamento: 18 de outubro de 1994 - Gravadora: Epic - Formato: Cassette, CD     | —                          | —                          | —                          | —                          |                         |
| "—" Denota álbuns que não foram lançados no país, ou não entraram na parada musical. |                                                                                   |                            |                            |                            |                            |                         |

## Compilações
| Título                                                                               | Detalhes do álbum                                                                    | Melhor posição nas paradas | Melhor posição nas paradas | Melhor posição nas paradas | Melhor posição nas paradas | Certificações                 |
| Título                                                                               | Detalhes do álbum                                                                    | EUA                        | EUA Country                | AUS                        | UK                         | Certificações                 |
| ------------------------------------------------------------------------------------ | ------------------------------------------------------------------------------------ | -------------------------- | -------------------------- | -------------------------- | -------------------------- | ----------------------------- |
| Tammy's Greatest Hits                                                                | - Lançamento: 11 de agosto de 1969 - Gravadora: Epic - Formato: LP                   | 37                         | 2                          | —                          | —                          | - MC: Platina - RIAA: Platina |
| The World of Tammy Wynette                                                           | - Lançamento: maio de 1970 - Gravadora: Epic - Formato: LP                           | 145                        | 8                          | —                          | —                          |                               |
| First Songs of the First Lady                                                        | - Lançamento: novembro de 1970 - Gravadora: Epic - Formato: LP                       | —                          | 17                         | —                          | —                          |                               |
| Tammy's Greatest Hits, Volume II                                                     | - Lançamento: 6 de setembro de 1971 - Gravadora: Epic - Formato: LP                  | 118                        | 5                          | —                          | —                          | - RIAA: Ouro                  |
| Straight from the Heart (com David Houston)                                          | - Lançamento: dezembro de 1971 - Gravadora: Columbia Musical Treasures - Formato: LP | —                          | —                          | —                          | —                          |                               |
| Kids Say the Darndest Things                                                         | - Lançamento: 23 de abril de 1973 - Gravadora: Epic - Formato: LP                    | —                          | 3                          | —                          | —                          |                               |
| Tammy Wynette's Greatest Hits, Volume 3                                              | - Lançamento: 3 de março de 1975 - Gravadora: Epic - Formato: LP                     | —                          | 28                         | —                          | —                          |                               |
| The Best of Tammy Wynette                                                            | - Lançamento: 1975 - Gravadora: Epic - Formato: LP                                   | —                          | —                          | —                          | 4                          |                               |
| Tammy                                                                                | - Lançamento: 1977 - gravadora: K-tel (NA 486) - Formato: Cassette, CD               | —                          | —                          | 43                         | —                          |                               |
| 20 Country Classics                                                                  | - Lançamento: 1977 - Gravadora: CBS - Formato: LP                                    | —                          | —                          | —                          | 3                          | - BPI: Ouro                   |
| Greatest Hits, Volume 4                                                              | - Lançamento: 2 de outubro de 1978 - Gravadora: Epic - Formato: LP                   | —                          | 37                         | —                          | —                          |                               |
| Encore                                                                               | - Lançamento: junho de 1981 - Gravadora: Epic - Formato: LP, cassette                | —                          | 44                         | —                          | —                          |                               |
| Biggest Hits                                                                         | - Lançamento: setembro de 1982 - Gravadora: Epic - Formato: LP, cassette             | —                          | 64                         | —                          | —                          |                               |
| Anniversary: 20 Years of Hits                                                        | - Lançamento: 1987 - Gravadora: Epic - Formato: LP, cassette, CD                     | —                          | —                          | —                          | 45                         | - BPI: Prata                  |
| The Very Best of Patsy Cline and Tammy Wynette ( com Patsy Cline)                    | - Lançamento: 1990 - Gravadora: J&B Records (412) - Formato: Cassette, CD            | —                          | —                          | 76                         | —                          |                               |
| Best Loved Hits                                                                      | - Lançamento: 1991 - Gravadora: Epic - Formato: Cassette, CD                         | —                          | —                          | —                          | —                          |                               |
| The Best of Tammy Wynette                                                            | - Lançamento: 13 de maio de 1996 - Gravadora: Sony - Formato: Cassette, CD           | —                          | —                          | —                          | —                          |                               |
| Tammy Wynette: Collector's Edition                                                   | - Lançamento: 13 de outubro de 1998 - Gravadora: Sony - Formato: Cassette, CD        | —                          | —                          | —                          | —                          |                               |
| 16 Biggest Hits                                                                      | - Lançamento: 2 de fevereiro de 1999 - Gravadora: Epic - Formato: CD                 | —                          | —                          | —                          | —                          |                               |
| The Definitive Collection                                                            | - Lançamento: 1999 - Gravadora: Epic - Formato: CD                                   | —                          | —                          | —                          | —                          |                               |
| The Essential Tammy Wynette                                                          | - Lançamento: 30 de março de 2004 - Gravadora: Epic, Legacy - Formato: CD            | —                          | —                          | —                          | —                          |                               |
| Stand by Your Man: The Best of Tammy Wynette                                         | - Lançamento: 31 de março de 2008 - Gravadora: Sony - Formato: CD                    | —                          | —                          | —                          | 23                         |                               |
| Playlist: The Best of Tammy Wynette                                                  | - Lançamento: 8 de julho de 2008 - Gravadora: Legacy - Formato: CD                   | —                          | —                          | —                          | —                          |                               |
| "—" Denota álbuns que não foram lançados no país, ou não entraram na parada musical. |                                                                                      |                            |                            |                            |                            |                               |

## Box sets
| Título                                         | Detalhes do álbum                                                   |
| ---------------------------------------------- | ------------------------------------------------------------------- |
| Tears of Fire: The 25th Anniversary Collection | - Lançamento: 3 de novembro de 1992 - Gravadora: Epic - Formato: CD |

## Outras aparições
| Título                                 | Ano  | Outro (s) artista (s) | Album                       | Ref.   |
| -------------------------------------- | ---- | --------------------- | --------------------------- | ------ |
| "If I Could Hear My Mother Pray Again" | 1991 | Charlie Louvin        | And That's the Gospel       | [ 27 ] |
| "Bedtime Story"                        | 1992 | Branson Brothers      | Heartmender                 | [ 28 ] |
| "A Christmas Festival Medley"          | 1993 | Lorrie Morgan         | Merry Christmas from London | [ 29 ] |
| "A Woman's Needs"                      | 1993 | Elton John            | Duets                       | [ 30 ] |
| "Golden Ring"                          | 1994 | George Jones          | Bradley Barn Sessions       | [ 31 ] |
| "Away in a Manger"                     | 1995 | David Foster          | The Christmas Album         | [ 32 ] |